# Gare d’Espéraza
Gare d’Espéraza vasútállomás Franciaországban, Espéraza településen.

## Vasútvonalak
Az állomást az alábbi vasútvonalak érintik:
- Carcassonne-Rivesaltes-vasútvonal

## Kapcsolódó állomások
A vasútállomáshoz az alábbi állomások vannak a legközelebb:
- Gare de Couiza - Montazels
- Gare de Campagne